# Stewart H. Appleby

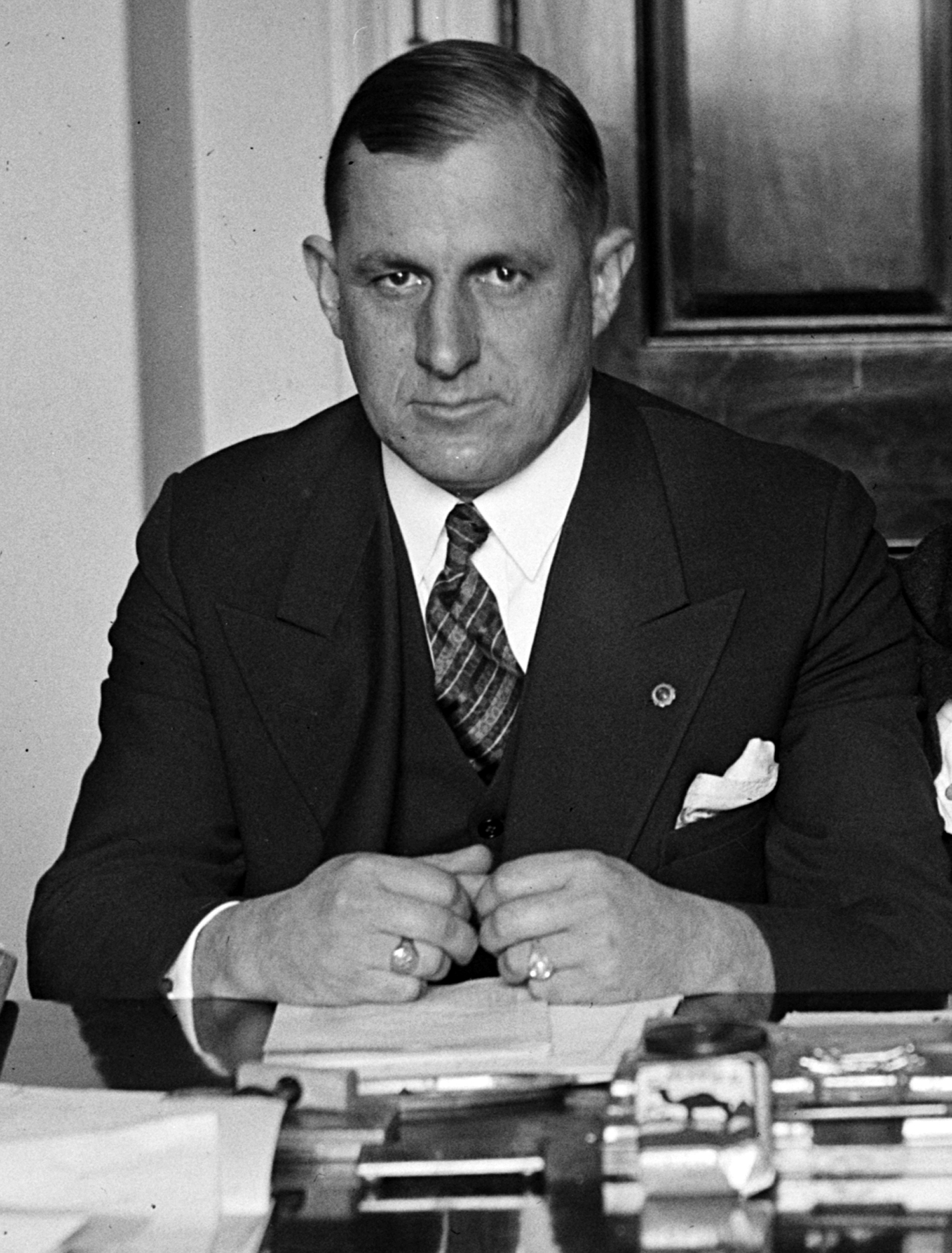
Stewart H. Appleby

Stewart Hoffman Appleby (* 17. Mai 1890 in Asbury Park, New Jersey; † 12. Januar 1964 in Miami, Florida) war ein US-amerikanischer Politiker. Zwischen 1925 und 1927 vertrat er den Bundesstaat New Jersey im US-Repräsentantenhaus.

## Werdegang
Stewart Appleby, der Sohn des Kongressabgeordneten T. Frank Appleby, besuchte die öffentlichen Schulen seiner Heimat und die Mercersburg Academy. 1913 absolvierte er die Rutgers University in New Brunswick. In den folgenden Jahren arbeitete er auf dem Immobilienmarkt und in der Versicherungsbranche. Außerdem wurde er im Bankgewerbe tätig. Er gründete die First National Bank of Avon-by-the-Sea, deren Vizepräsident er wurde. Während des Ersten Weltkrieges diente Appleby ab 1917 im United States Marine Corps. Bis Mai 1921 blieb er im aktiven Militärdienst. Danach gehörte er der Reserve des Marine Corps an. Im Jahr 1925 wurde er zum Captain befördert.
Politisch war Stewart Appleby wie sein Vater Mitglied der Republikanischen Partei. Bei den Kongresswahlen des Jahres 1924 wurde Frank Appleby im dritten Wahlbezirk von New Jersey noch einmal in das US-Repräsentantenhaus in Washington, D.C. gewählt. Da er aber am 15. Dezember 1924, noch vor Beginn der Legislaturperiode am 4. März 1925, verstarb, wurde eine Nachwahl notwendig. Diese gewann Stewart Appleby, der am 3. November 1925 sein neues Mandat antreten konnte. Bis zum 3. März 1927 beendete er die laufende Legislaturperiode im Kongress. Im Jahr 1926 verzichtete er auf eine erneute Kandidatur.
Nach dem Ende seiner Zeit im US-Repräsentantenhaus zog sich Appleby wieder aus der Politik zurück. Während des Zweiten Weltkrieges diente er bis September 1945 in der US-Küstenwache. Danach zog er sich in den Ruhestand zurück, der er in Hallandale (Florida) verbrachte. Er starb am 12. Januar 1964 in Miami und wurde auf dem Nationalfriedhof Arlington in Virginia beigesetzt.